# セントジェームズ・ウィンドワード教区
セントジェームズ・ウィンドワード教区（英語: Saint James Windward Parish）は、セントクリストファー・ネイビスのネイビス島北東部に位置する行政教区。ウィンドワードは「風上」という意味。面積は31.1平方キロメートル、人口は2,038人（2011年国勢調査）。面積は国内の14つの教区の中では最も大きく、ネイビス島の3分の1、国土の1割を占めている。一方で山と森林地域が広がっているため可住地はあまり大きくなく、人口は下から4番目、ネイビス島に限れば最も少ない。
教区北部の都市ニューカッスルには島唯一の空港であるヴァンス・W・エイモリー国際空港が所在する。教区南部は植民地時代のサトウキビのプランテーションの遺構が残っている。

## 主要都市
教区の行政中心地はない。最大の都市はニューカッスル。
- ブリック・キルン（英語版）（Brick Kiln）
- バトラーズ（英語版）（Butlers）
- ニューカッスル（Newcastle）